# Faye Lammertijn
Faye Lammertijn (19 november 2003) is een Belgische doelvrouw die speelt voor Oud-Heverlee Leuven in de Super League.